# George Savile, 1. Marquess of Halifax
George Savile, 1. Marquess of Halifax (* 11. November 1633 in Thornhill, Yorkshire; † 5. April 1695 in London) war ein englischer Politiker und Autor.

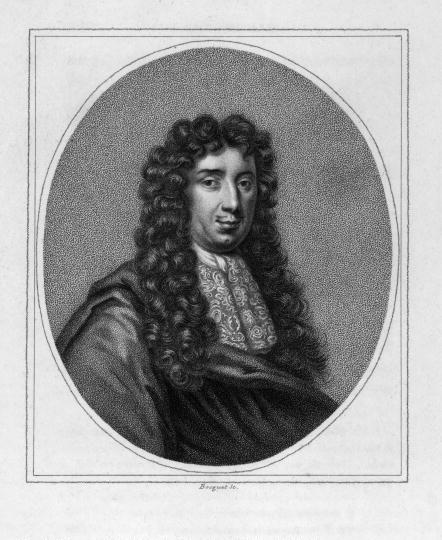
George Savile, 1. Marquess of Halifax

## Herkunft und frühe Jahre
Die Familie von Savile gehörte dem niederen Adel an; sein Vater war Sir William Savile, 3. Baronet, der sich im Englischen Bürgerkrieg auf der Seite des Königs auszeichnete. Anthony Ashley Cooper, 1. Earl of Shaftesbury, der später sein Intimfeind wurde, war sein Onkel. Die Familie war wohlhabend und verfügte über erheblichen Landbesitz sowie gute Beziehungen. Beim Tod seines Vaters erbte er 1644 dessen Besitzungen sowie den Adelstitel 4. Baronet, of Thornhill in the County of York, der 1611 in der Baronetage of England seinen Urgroßvater verliehen worden war. 
An der Shrewsbury School erzogen und von Privatlehrer in Frankreich und Italien ausgebildet, wurde er bereits im Jahr 1660 als Abgeordneter in das House of Commons gewählt. Er entschloss sich dann aber, nicht erneut zu kandidieren und stattdessen als Leutnant der Reiterei in Yorkshire zu dienen. 1667 wurde er zum Captain befördert und in Prince Ruperts Regiment berufen.

## Politische Karriere
1667 wurde Savile auf Veranlassung des Duke of York als Viscount Halifax und Baron Savile, of Eland in the County of York, zum erblichen Peer erhoben. Durch diese beiden zur Peerage of England gehörenden Titel erhielt er einen Sitz im englischen House of Lords. 
Als Mitglied des Privy Council, in den er 1672 berufen wurde, stellte er sich gegen den pro-katholischen und pro-französischen Kurs von König Charles II., was zu seiner Entlassung aus dem Rat nur vier Jahre später führte. Insbesondere während der Papisten-Verschwörung vertrat er jedoch gemäßigte Positionen. 1679 wurde er jedoch durch seine Erhebung zum Earl of Halifax rehabilitiert und erneut in den Privy Council aufgenommen. 1675 war er als Fellow in die Royal Society aufgenommen worden.
In der Folgezeit wuchs Saviles Einfluss, so wurde er 1682 Lordsiegelbewahrer, gleichzeitig nochmals, nunmehr zum Marquess of Halifax, erhoben und 1685 Lord President of the Council. Nach der Thronbesteigung von König James II. wurde er 1685 jedoch wiederum aus dem Privy Council wegen des Protests gegen die Aufhebung der Testakte und der Habeas-Corpus-Akte entlassen. 
1688 war Savile Unterhändler in den Gesprächen mit dem Prinzen von Oranien-Nassau (später König William III.), der auf Veranlassung eines Teils des Adels mit Truppen in England gelandete war, um König James II. zu stürzen (Glorious Revolution). Nachdem der König geflohen war, übernahm Savile den Vorsitz im House of Lords und veranlasste Maßnahmen zur Wiederherstellung von Ruhe und Ordnung. Darauf wechselte er endgültig auf die Seite Williams und wurde zum Speaker des Oberhauses gewählt. In dieser Funktion trug er William und seiner Frau Maria förmlich die Krone an. Er leitete dann auch die Proklamation der Thronbesteigung.
1689 wurde Savile erneut Lordsiegelbewahrer, verlor dann jedoch schnell den Rückhalt bei den sich bildenden Parteien, weil er sich nicht vereinnahmen ließ und unabhängige Positionen vertrat. Hierdurch wurde er in den folgenden Jahren aus allen Ämtern gedrängt.
Savile starb 1695, er ist in der Westminster Abbey begraben.

## Familie
Savile war zweimal verheiratet. Zunächst heiratete er 1656 Lady Dorothy Spencer, eine Tochter von Henry Spencer, 1. Earl of Sunderland, mit der er eine Tochter und einen Sohn, seinen Titelerben William Savile, hatte. Nach deren Tod heiratete Savile 1672 Gertrude Pierrepont, mit der er eine Tochter hatte. Philip Stanhope, 4. Earl of Chesterfield, seinerseits ein bekannter Politiker, war sein Enkel.